# Stipa adoxa
Stipa adoxa är en gräsart som beskrevs av Michail Klokov och Osychnyuk. Stipa adoxa ingår i släktet fjädergrässläktet, och familjen gräs. Inga underarter finns listade i Catalogue of Life.